# Josep Ester Borràs
Josep Ester Borràs (Berga, 1913-Alès, 1980), àlies Minga, fou un manyà i dirigent anarquista de la CNT del Berguedà.

## Inicis
Nascut a Berga el 26 d'octubre de 1913 en una casa humil. Josep era el segon fill de Francesc Ester Escobet, de Berga, i Dolors Borràs Solanas, de Freixenet (Lleida). Va estudiar tres anys a Sant Joan (escola estatal), quatre amb el mestre anarquista Just Lacau (al mateix edifici on vivia amb la seva família) i tres als Germans de les Escoles Cristianes de La Salle (La Salle Berga). El 1927, amb 14 anys, abandona els estudis per a treballar d'aprenent al taller de serralleria de Ramon Canudes, el Pixavi. Descontent de la seva feina, un any després, l'agost de 1928, ja treballava a Hilados Asensio SA, és a dir, a Ca l'Asensio o la fàbrica del canal.
En proclamar-se la Segona República l'any 1931, a Berga s'organitza un Sindicat Únic de la Confederació Nacional del Treball (CNT), impulsat pel Ramon Casals, Ramonet Xic, el Miquel Bueno, el Ribereta, el Creus, etc. El Josep Ester s'hi afiliarà. Poc després abraçarà les idees anarquistes i participarà activament en l'intent que la vaga general de gener de 1932 iniciada a Fígols esdevingués també revolucionària a la ciutat de Berga.

## Guerra Civil
Oficialment, Borràs no va entrar a la CNT fins al 1936. El 18 de juliol de 1936 va anar a Manresa amb dos companys més per rebre informació sobre l'aixecament militar del General Franco, i en tornar a Berga fundà les Joventuts Llibertàries el 1936, tot i que funcionaven com a grup àcrata des del 1934. El dia 20 de juliol, va anar amb tres companys més a Barcelona, on es trobaren amb Buenaventura Durruti quan aquest sortia de parlar amb en Lluís Companys i van rebre informació i consignes per afrontar l'agressió feixista.
Fou un dels fundadors de la Federació Local de Sindicats i quan es va crear el Comitè de Milícies Antifeixistes de Berga en fou un dels membres més actius i destacats, fins que al novembre del mateix any marxà voluntari al front, a la columna Terra i Llibertat encarregant-se de la intendència junt amb Josep Viladomiu. El març de 1937 les columnes es militaritzaren i en no acceptar-ho va tornar a Berga. Al 22 de març de 1937, va entrar a l'Ajuntament de Berga en representació la CNT, on fou el president de la Conselleria de Proveïments, tanmateix hi va estar molt poc temps, ja que el 29 de març de 1937, fou cridat a files a Barcelona.

## II Guerra Mundial
En acabar la guerra es va exiliar a França, tot i que tornà clandestinament a Berga ajudant a la tasca d'evadir gent perseguida, principalment aviadors de les forces aliades. El 1940 es va trobar a Tolosa fent tasques reorganitzatives dins la CNT, creant-se el Comitè Regional. Sense deixar aquesta tasca de reorganització, el gener de 1941 es va integrar, junt amb la família de la seva dona, a la resistència francesa contra l'ocupació alemanya en el grup de l'aragonès Francisco Ponzán, grup que fou després fou batejat com el rèseau "Pat O'Leary" que va arribar des de Tolosa a Perpinyà, i des del mar a la Cerdanya. Borràs, també feu algunes incursions a l'Espanya franquista, concretament, va entrar i sortir del país evacuant aviadors de les forces aliades, inclòs un general anglès a qui va dur fins a Barcelona, motiu pel qual va rebre una condecoració del govern britànic. El 30 d'abril de 1941 va ser detingut a Tolosa i internat al camp de càstig de Recebedou, amb l'ordre d'expulsió. Gràcies a la intervenció de Ponzán, va ser alliberat mitjançant documentació falsa elaborada pel tinent Robert Terres, responsable del servei de contraespionatge francès. Aleshores, Ponzán li recomanà que desaparegués per un parell de mesos, concretament l'aconsellà anar a Banyuls de la Marenda (el Rosselló) on el grup tenia una caseta de suport. Des d'allà va participar en la redacció d'un manifest per a la reorganització confederal, entrant en contacte amb el Comitè Nacional.
Durant els viatges a l'interior d'Espanya va ser detingut tot i que se'n va sortir gràcies a la documentació falsa i la seva personalitat. El 1943 va ser membre de la recent reconstituïda CNT a l'exili, ja que fins aleshores s'havia actuat a títol individual o en grups com el d'en Ponzán, alhora que havia dut una important tasca per a dur a terme la reorganització confederal. L'octubre de 1943 la Gestapo va localitzar a Banyuls de la Marenda la casa que tenien llogada, i van detenir el seu sogre i el seu cunyat. El 29 d'octubre de 1943 van detenir la seva dona i l'endemà el detingueren a ell a Tolosa. A la filla no la detingueren perquè era a casa d'uns amics. Gràcies a ella, una nena de curta edat, es recuperaran importants papers i documentació compromesa sobre el local. Sembla que el motiu de ser detingut fou arran de la denúncia d'un francès o per la possible confessió d'un membre del grup, però de fet les autoritats el controlaven com a mínim des del 1942. Després de la detenció, fou torturat i dut, alhora que la seva família, a diferents camps de concentració. Borràs anà a la presó de Sant Miquel de Tolosa, després va ser dut a la de Fresnes, a prop de París, des d'on va ser dut a la rue des Saussaies, seu de la Gestapo al barri de Gros París, on va ser torturat també. D'allà el van dur al camp de selecció de Compiègne, on ja es trobaven el seu sogre i el seu cunyat i on seran considerats Nacht und Nebel ("nit i boira" en alemany, consideració que significa que podien ser executats en qualsevol moment). Allà estigueren tres setmanes i després foren duts a Bremen on hi van estar poc més d'un mes, abans d'anar a Mauthausen.

## Mauthausen
Ell i familiars seus entraren a Mauthausen el 23 d'abril de 1944, després de tres durs dies de viatge. El 18 d'agost de 1944, el seu sogre fou assassinat. En arribar al camp de seguida va contactar amb companys espanyols i llibertaris. Va ser un dels capdavanters de la resistència dins el camp, la seva arribada va suposar l'organització de la CNT, del Comitè de la qual fou secretari general, fins que passà a ser el representant d'aquesta organització dins el Comitè Nacional dels Republicans Espanyols del camp, organització de què en fou cofundador, on va aconseguir que els confederals i els seguidors del Partit Obrer d'Unificació Marxista (POUM) acceptessin de crear l'esmentat comitè junt amb els comunistes, de què sortí una important solidaritat nacional. A les darreries de l'estada al camp van tenir fins i tot armes, aconseguides per presoners que treballaven a l'armeria, amb la idea d'estar preparats a no deixar-se exterminar, ja que a principis del 1945 arribaren les notícies de les primeres derrotes nazis. El 3 de març del 1945 arribaren un grup de dones al camp provinents de Ravensbrück, entre elles la seva dona, Alfonsina Bueno Ester. Va aconseguir de veure-la gràcies a influències i solidaritat dels companys. Aleshores no sabien res de llur filla.
En entrar les forces aliades, la Creu Roja Internacional es disposava a evacuar als francesos del camp, tanmateix s'hi afegiren ell i tres presoners més que no eren francesos. Finalment, després de diverses peripècies, van aconseguir arribar a Suïssa i posteriorment a França.

## L'època de post-guerra
Després de l'alliberament de Mauthausen i de la seva recuperació a l'hospital de Neuilly, va ser nomenat delegat dels Refugiats Republicans Espanyols al govern francès, càrrec que va exercir durant alguns anys. Fou també, en sortir de Mauthausen, que va fundar la FEDIP (Federació Espanyola de Deportats i Internats Polítics), molt activa entre 1947 i 1954. Durant durant molt de temps en fou el secretari general. També fou membre de l'Agrupació de Berguedans a l'Exili, i va assistir a diferents aplecs de l'esmentada organització i col·laborà en els seus butlletins. El 1951 treballà activament i amb èxit evitant l'extradició de Marcel·lí Massana.
Josep Ester Borràs va seguir, doncs, tenint càrrecs d'importància dins l'organització a l'exili. Per exemple, el 1948 va estar a la Secretaria d'Organització de la CNT. També tingué contactes amb elements revolucionaris iugoslaus per tal de crear un grup d'alliberament que havia d'estar subvencionat pel govern d'aquell país, però que no es va dur a terme. El 1972, va rebre un gran homenatge de caràcter internacional a Tolosa, ja que tenia condecoracions dels governs francès, anglès i nord-americà, per la seva tasca evadint aviadors i lluitant contra el feixisme i el nazisme. El gener de 1978 va parlar a un multitudinari míting al teatre Patronat de Berga. Els últims anys de la seva vida els passà al Gard, va morir a Alès el 13 d'abril del 1980 i fou incinerat a Marsella.
El 1987 a Berga es va crear el Centre d'Estudis Josep Ester Borràs, que després d'un temps d'inactivitat, el 1998 va prendre una nova embranzida, i ha esdevingut un centre de recuperació, recerca, difusió i crítica cultural, en especial d'història social i sobretot del Berguedà.